# Salto do Céu
Salto do Céu – miasto i gmina w Brazylii, w stanie Mato Grosso.